# Allylkalium
Allylkalium ist eine ionische chemische Verbindung mit der Summenformel C3H5K, welche aus einem Kaliumion K+ und einen anionischen Allylliganden C3H5− besteht.

## Herstellung
Eine Möglichkeit, Allylkalium zu synthetisieren, ist eine Metallierungsreaktion in n-Hexan bei −45 °C. Dabei wird Propen mit n-Butyllithium in Gegenwart von Kalium-tert-butoxid metalliert.

## Eigenschaften
Der große Ionenradius von Kalium-Ionen (K+) führt zu π-Bindungen (auch unter η3 bekannt), speziell zu einem µ: η3: η3 -Modus mit mehreren Allyl-Liganden, was zur Entstehung polymerer oder oligomerer Ketten führt. Lösungsmittelmoleküle wie Tetrahydrofuran (THF) können sich ebenfalls leicht an Kalium binden, was die Struktur des Allylkaliums weiterhin stabilisiert.
Die thermodynamisch stabilste Struktur des Allylkaliums ist, aufgrund der intramolekularen Wasserstoffbrückenbindungen zwischen verschiedenen Lösungsmittelmolekülen bzw. Wasserstoffdonoren und der negativ geladenen Allylgruppe bzw. Heteroatomen (etwa Sauerstoff in THF), die endo-(Z)-Form. Dieses Phänomen stabilisiert das Molekül und verringert seine Energie.
Weiterhin hat Allylkalium eine hohe Rotationsbarriere um die C-C-Bindung, welche 16,7 ± 2,0 kcal/mol beträgt. Wegen der hohen Luftempfindlichkeit von Allylkalium wird es meist unter einer inerten Atmosphäre (Argon oder Stickstoff) gehandhabt und in wasserfreien Lösungsmitteln gelagert.